# جون دوبليداي (مرمم)
جون دوبليداي (نحو 1798- 25 يناير 1856) هو حرفي بريطاني ومرمم وتاجر آثار عمل في المتحف البريطاني خلال السنوات العشرين الأخيرة من حياته. اضطلع بالعديد من المهام في المتحف، فضلًا عن كونه شاهدًا في المحاكمات الجنائية، إلا أن عمله الأساسي كان مرممًا متخصصًا في المتحف، ويُرجح أنه أول شخص شغل هذا المنصب. في عام 1845، اشتهر بترميمه مزهرية بورتلاند الرومانية التي لحق بها الكثير من الضرر، وهو إنجاز جعله متفوقًا على أفراد مهنته آنذاك.
خلال فترة عمله في المتحف البريطاني، عمل دوبليداي كذلك على نسخ من العملات المعدنية والميداليات والأختام القديمة. ساهمت قوالبه المصنوعة من الكبريت الملون والمعدن الأبيض، للمجموعات الوطنية والخاصة، في السماح بالحصول على المجموعات الأصغر بسعر أقل مقارنة بالنسخ الأصلية. امتلك العديد من المؤسسات والأفراد آلافًا من النسخ التي عمل عليها. مع ذلك، تسببت دقته في العمل بالخلط بين أعماله والنسخ الأصلية، ووِصف بعد وفاته بالمزور، مع الإشارة إلى «سواء أنه صنع تلك النسخ بقصد خداع هواة الجمع أم لا أمر يجعله يدخل دائرة الشك».
لا يُعرف سوى القليل عن نشأة دوبليداي وحياته الشخصية. تشير عدة مصادر إلى أنه أمريكي، بما في ذلك تعداد عام 1851 في المملكة المتحدة، والذي يشير إلى أنه من الرعايا البريطانيين المولودين في نيويورك. يشير نعي وفاته إلى أنه عمل في متجر طباعة لأكثر من 20 عامًا خلال شبابه، ما منحه خبرة في نوع القوالب التي استخدمها في عمله لاحقًا في مجال النسخ. لا يُعرف شيء عن حياة دوبليداي المبكرة وأسرته وتعليمه. توفي في عام 1856، تاركًا زوجة وخمس فتيات في بريطانيا. أنجب طفلته الأولى نحو عام 1833.

## في المتحف البريطاني
عمل دوبليداي في قسم الآثار بالمتحف البريطاني من عام 1836 إلى عام 1856. عمل كذلك لصالحه الشخصي مندوبًا في قسم مبيعات المتخف. قدّم العديد من الأشياء للمتحف بما في ذلك العملات المعدنية والميداليات والمجسمات المصرية. من بين التبرعات الأخرى، كانت هديته التي قدمها في عام 1830 والتي كانت مجموعة من 2,433 قالبًا يعود إلى فترة العصور الوسطى هي التبرع المهم الوحيد الذي سجله المتحف في ذلك العام، وقدّم عدة عملات معدنية و750 قالبًا آخر في العام التالي، وفي عام 1836، قدّم مطبوعة حجرية صنعها هنري كوربولد له. في عام 1996، صُنّفت أحد مجموعات الأختام التي قدمها دوبليداي إلى المتحف على أنها أحد أهم مجموعات المتحف. يُعتبر أبرز مرممي المتحف، وربما أولهم، وترك فراغًا كبيرًا في المتحف عقب وفاته. يُشار إلى أنه «عمل على ترميم عدد لا يحصى من الأعمال الفنية، والتي لم يكُن بالإمكان الوثوق بوضعها بين أيدي أكثر مهارة أو أكثر صبرًا من دوبليداي» وأنه «اشتهر بكونه بأنه أحد أثمن العاملين في تلك الدائرة».

### مزهرية بورتلاند
أبرز حدث في مسيرة دوبليداي المهنية هو ترميم مزهرية بورتلاند، ففي 7 فبراير 1845، اعترف شاب متعصب بأنه حطم مزهرية بورتلاند إلى مئات القطع، والتي كانت مثالًا على مصنوعات الزجاج الروماني ومن بين أشهر العناصر الزجاجية في العالم. بعد اختيار دوبليداي لترميم المزهرية، طلب من توماس شيبرد رسم لوحة بالألوان المائية للشظايا. لا يوجد أي سجل يؤكد على ترميمه لها، ولكنه ناقش عملية الترميم في 1 مايو أمام جمعية الآثار في لندن، وبحلول 10 سبتمبر، أنهى إلصاق المزهرية بالكامل. لم يستخدم 37 شظية صغيرة، أغلبها من داخل المزهرية، وخُصص قرص القاعدة، الذي اعتُبر بديلًا حديثًا، لعرضه بشكل منفصل. في 7 فبراير 1845، كُسر قرص أساسي جديد من الزجاج العادي، ذو مظهر خارجي مصقول وداخلي غير لامع ومحفور بالماس، ورممه دوبليداي في 10 سبتمبر 1845، فمنحه المتحف البريطاني 25 جنيهًا إسترلينيًا إضافيًا (ما يعادل 2700 جنيه إسترليني في عام 2019) مقابل عمله.
وُصفت عملية الترميم التي أنجزها دوبليداي بالبارعة، وأثنت مجلة السيد على دوبليداي لإظهاره «براعة ماهرة وذكاءً يكفيان لمنحه لقب أمير المرممين». في عام 2006، أشار ويليام أندرو أودي، مسؤول سابق في المتحف، إلى أنه من شأن هذا الإنجاز أن يصنف دوبليداي في طليعة الحرفيين المرممين في عصره. بقيت المزهرية معروضة كما رممها دوبليداي لأكثر من مئة عام إلى أن تغير لون المادة اللاصقة. رمم آكستيل المزهرية لاحقًا في 1948-1949، ثم نايغل ويليامز في 1988-1989.

### أعمال أخرى
بالإضافة إلى ترميم مزهرية بورتلاند، أُوكل العديد من المهام الأخرى إلى دوبليداي في المتحف البريطاني. في عام 1851، نجح في تفكيك أعمال الترميم غير الناجحة التي قام بها ويليام توماس براند من دار سك العملة الملكية، إذ تسبب استخدامه الحمض لتنظيف الأوعية البرونزية في تعرضها للتأكسد الشديد. لجأ دوبليداي إلى «عملية بسيطة للغاية وبدون استخدام الأحماض» غير معروفة، ولكنه يُرجح أنه استخدم الماء الدافئ مع الصابون.
استُدعي دوبليداي مرة أخرى عندما تلقى المتحف، بين عامي 1850 و1855، أقراصًا طينية من الحفريات في بابل وآشور. كان بعضها في حالة سيئة بسبب عمليات التعبئة والنقل، ما أدى إلى تكون رواسب بلورية جعلت الكتابة غير مقروءة. حاول دوبليداي إزالة تلك الرواسب بإشراف صموئيل بيرش، ثم مسؤول قسم الآثار الشرقية. وصف المسؤول السابق للآثار المصرية والآشورية في المتحف النتائج بالكارثية ولكن على الرغم من عدم نجاح دوبليداي في ذلك، يُوصف العمل الذي قام به من منظور المنطق الحديث «بالبصيرة»، إذ حاول دوبليداي في البداية زيادة صلابة الأقراص بحرقها، إلا أن ذلك أدى إلى تقشر الأسطح وتدمير النقوش. أدى غمر الأقراص في المحلول إلى تفككها، فأوقف بيرش عملية الترميم بعد ذلك. في وقت لاحق، كانت المحاولات التي أجراها مرممون آخرون لحرق أقراص مماثلة أكثر نجاحًا. يُعتبر دوبليداي مبتكر هذه الطريقة، وربما تكون إخفاقاته ناجمة عن رفع درجة الحرارة أو خفضها بسرعة كبيرة.